# 敘利亞人權

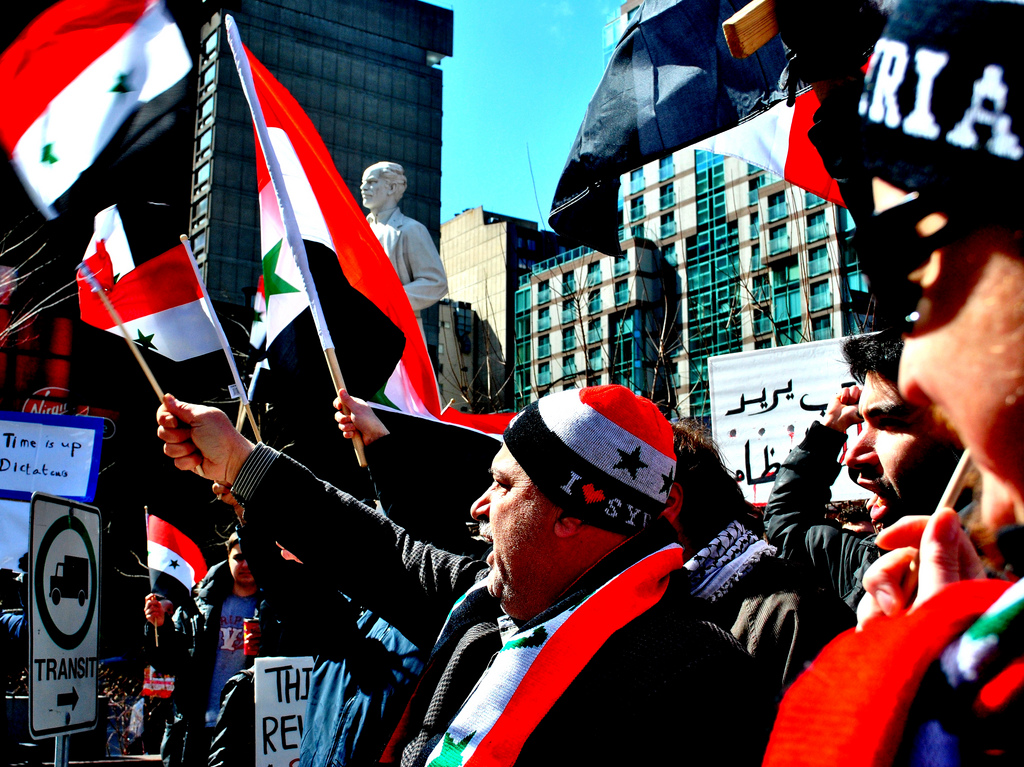
由居住於加拿大蒙特利爾的敘利亞人的發起示威活動，其目的是要求巴沙爾·阿薩德下臺

敘利亞的人權狀況一直都廣爲國際組織所批評。該國的緊急狀態法賦予了該國安全部對極大的逮捕、監禁權。因敘利亞長期實行一黨制之故（巴沙尔·阿薩德在2011年允許國民成立政黨，從名義上廢除了一黨制），在敘利亞不存在自由選舉。當局也一直騷擾甚至關押國內的人權活動家和異議人士。當局一直嚴格限制着敘利亞國民的言論自由、集會自由、結社自由等人權。婦女和少數民族也被歧視。人權觀察在2010年的報告中將總統巴沙尔·阿薩德在過去十年裏針對改進人權狀況的措施評價爲「失敗」，竝認爲敘利亞是世界上人權狀況最糟糕的國家之一。 然而敘利亞內戰爆發後，敘反對派和敘政府軍都被指控侵犯人權。

## 歷史

### 法國統治時期（1920年至1946年）

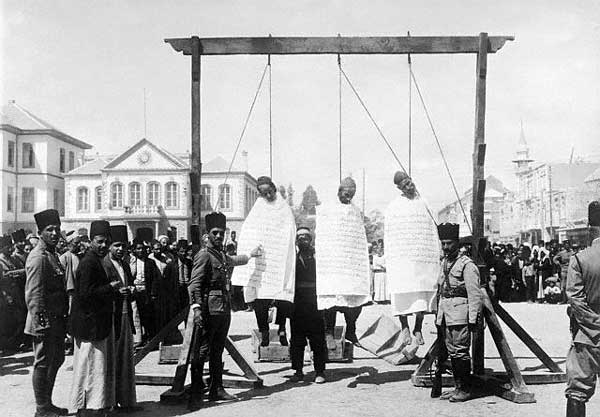
三名在Marjeh廣場被絞死的的反叛者。這張照片攝於1925年至1927年期間的敘利亞起義中。

從1920年代早期到1946年，敘利亞和黎巴嫩都是由法國來統治的，而國際聯盟在1923年正式承認法國對這兩地的「託管權」。在這一階段，生活在託管地南部自治地區的德魯茲派受到殖民統治以及監獄裏的犯人和農民被強迫勞動這兩大事實都是當時敘利亞當局在人權方面的問題。
在敘利亞大起義中，法國的軍隊至少殺死了6000名反叛者，竝撤了超過十萬名文職人員的職。作爲威嚇反對者的手段，當局還在敘利亞的大馬士革和各個農村的中心廣場展示被肢解的屍體。1926年，大馬士革軍事法庭一共判處了355名敘利亞人死刑。而這些被判處死刑的人都沒有辯護律師爲其辯護。

### 敘利亞復興黨統治時期

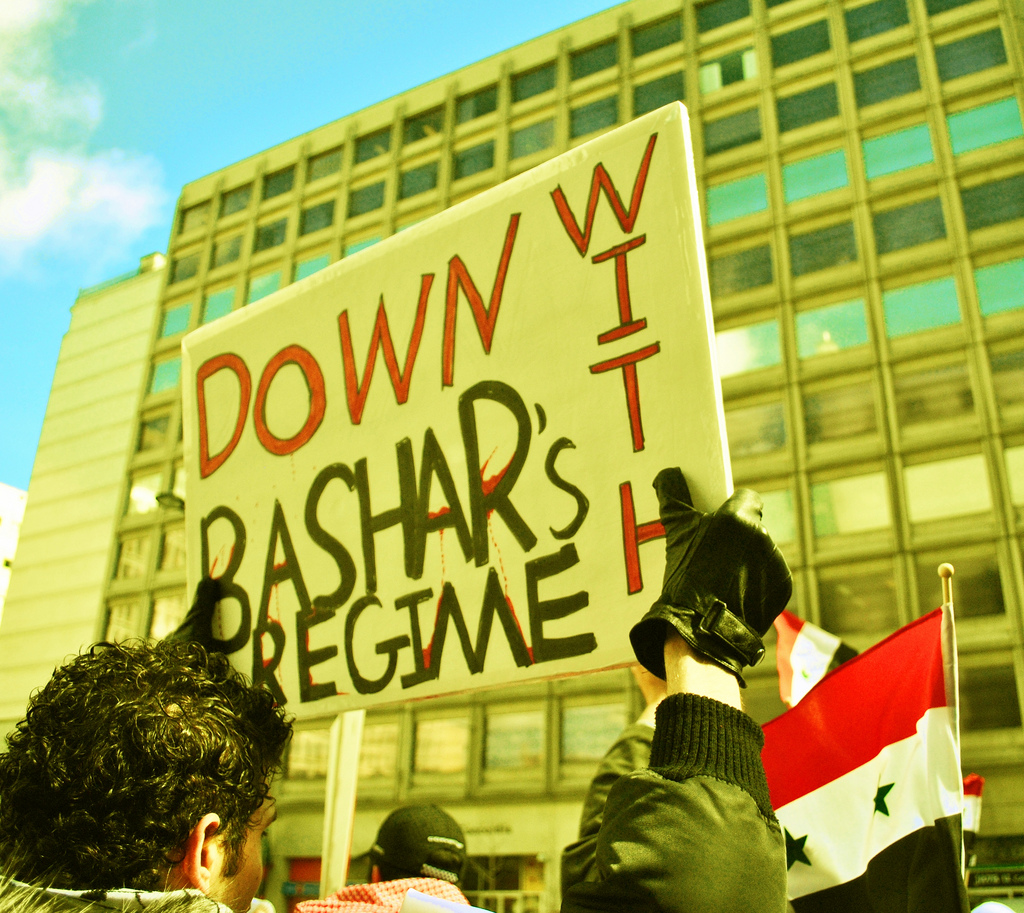
一名高舉要求巴沙爾下臺標語的示威者

在1944年敘利亞宣佈獨立之後，敘利亞國內局勢一直處於動盪中。在這期間，敘利亞國內曾經發生過多次政變。敘利亞復興黨在1963年通過政變上臺，之後，經過多次修憲，敘利亞復興黨鞏固了自己唯一合法執政黨的地位。
1963年敘利亞復興黨上臺之後，「國家緊急狀態」一直持續自今。在該法令下，除敘利亞復興黨的政黨都會被視爲非法。同時，當局會對互聯網和新聞進行審查，國內的言論受到當局的嚴格控制。當局還禁止國民自由旅行及遷徙。另外，還有許多敘利亞國內的人權活動家、博客寫手被當局逮捕。司法機關常常在沒有逮捕令的情況下拘捕國民。大赦國際的報道稱，敘利亞的女性一直受到歧視，竝遭受性別暴力。在2005年自由之家發佈的自由指數中，敘利亞被自由之家評爲「7」，這是該指標中的最低分。敘利亞因此被該組織歸入「不自由國家」之列。另外，當局的腐敗也被認爲狀況嚴重。
阿薩德家族曾創建了一個名叫「沙比哈」的組織。該組織主要由阿拉維派的年輕人組成，同時還夾雜有一些安全部隊的士兵。該組織有權對反對者採取任何行動。該組織踐踏人權的行爲爲敘利亞境內外媒所廣泛批評。该组织的成员被报纸和媒体描述为巴沙尔·阿萨德的民间雇佣兵。

#### 哈馬大屠殺

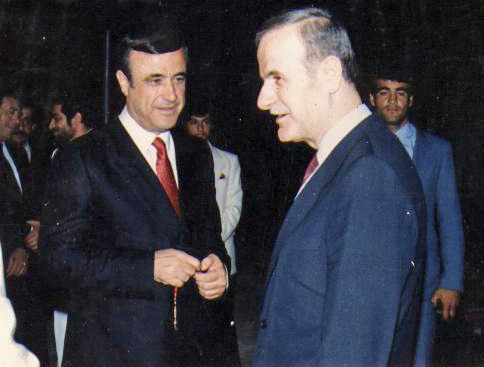
前总统哈菲兹·阿萨德（右）与他的弟弟里法特·阿萨德（左）在一起，两人是哈马大屠杀事件的主谋

在1982年，哈菲茲·阿薩德爲了鎮壓遜尼派伊斯蘭教徒的反政府暴動，在哈馬開展了大規模的屠殺行動。據大赦國際估計，死亡人數大約在1萬到2.5萬人之間，而且大部分都是平民。當局在改次事件中使用了飛機轟炸哈馬的舊城，大量建築被攻入城市的當局部隊的坦克摧毀。此外，據稱當局還曾經在這次事件中使用了氰化氢。
這次事件被認爲是阿薩德統治時期的負面人權記錄之一。
有人對這次事件發表評論稱：「我們的朋友在睡覺時遭到當局部隊的突然襲擊，婦女和兒童都遭到無情的殺害，死者的屍體像野狗一樣在街上被肢解和虐待。」
在2004年，敘利亞東北城市卡米什利的庫爾德人發動反政府暴亂。在此後數月敘利亞的警察與庫爾德人的衝突中，至少有30人喪生。

#### 2011年敘利亞反政府示威
2011年3月6日，敘利亞當局逮捕了15名兒童，當局部隊在隨後對這些兒童進行了虐待。儘管在該年早些時候敘利亞總統巴沙爾·阿薩德已向民眾許諾進行政治改革，竝終止「國家緊急狀態」，但是這仍然引發了敘利亞國內的大規模抗議示威。但是，示威活動很快便遭到了當局的暴力鎮壓。僅在23日一天，就有至少37名抗議者喪生。截止到4月，已經有350多名抗議者死亡。
6月3日，在哈馬，有幾十萬民眾上街參加抗議活動。但抗議者很快遭到當局部隊和祕密警察的攻擊。這次攻擊造成了超過50人受傷，一百餘人受傷。在隨後幾天，當局還一度派遣坦克對示威者進行鎮壓，造成示威者的大量死傷。另外，還有強姦事件發生。

### 內戰时期

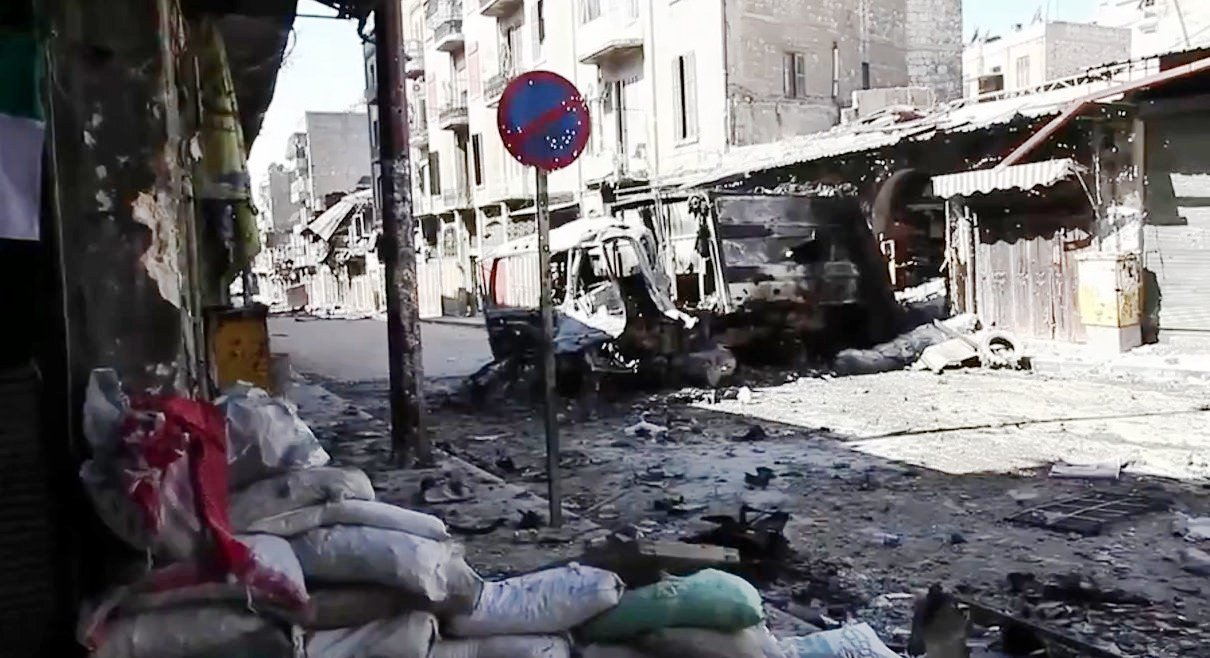
在敘利亞內戰中一輛被炸毀的汽車

在敘利亞內戰中，敘利亞政府軍和反對派都被聯合國指控犯下了包括謀殺、法外處決、酷刑等侵犯人權的罪行。有聯合國官員認爲敘利亞交戰雙方都在踐踏人權。酷刑折磨等侵犯人權的現象十分普遍。
2012年6月及7月，敘利亞政府軍及親政府民兵被曝先後在艾庫貝爾和特列伊穆斯屠殺平民。當局還曾阻止聯合國的觀察員進入現場，甚至對進入現場的觀察員進行攻擊。
據2012年9月的報道，联合国的一个调查小组发表报告说，叙利亚的人权状况急剧恶化，严重践踏人权现象在数量和规模方面都在扩大。政府军、亲阿萨德的民兵以及反政府力量都有战争罪行和践踏人权的行为。
2013年8月21日，敘利亞政府軍被曝在與反對派的戰鬥中使用了爲國際公約所禁止的化學武器，竝造成了平民的死亡。但联合国调查组的证据显示對平民使用化學武器的不是政府军，而是反對派。2013年叙利亚化学武器袭击事件过后，敘利亞政府已經開始与国际社会合作銷毀境內的化學武器。
據一份英國廣播公司發佈於2014年1月的報道，三名國際檢控官在他們的報告中稱，敘利亞當局自2011年反政府示威以來，已處死11000名在押犯。同時，他們還稱，這些死囚的照片顯示，大部分人受過虐待。該報道還指出，敘利亞反對派也有處決或虐待戰俘的行爲，但遠未及當局那樣的程度。
截止到2014年3月，已有逾14.6萬人在敘利亞內戰中喪生，其中包括7796名兒童。另有120萬兒童已逃離敘利亞，有550萬兒童需要人道主義救援。

#### 反对派的反人权事件
據《紐約時報》報道，已有一部分反對派武裝團體倒向了被美國認定爲恐怖組織的基地組織的分支機構努斯拉陣線。在敘利亞東北部，還崛起了一個「伊拉克和沙姆伊斯蘭國」，該武裝組織的人員曾經公開在村莊的中心廣場處決（方式包括斬首）囚犯，還強迫佔領區內的住民穿保守的服裝，並禁止他們吸菸。
自叙利亚开战以来，反对派已经被曝製造多起引发新闻媒体关注的可能违反人权的问题。其中包括枪决战俘，甚至在儿童面前处决战俘，或是生吃叙利亚政府军士兵的尸首。亦有反对派支持者表示，化学武器使用并非叙利亚政府军所为。
而在交战之中，反对派亦被曝有杀死平民的记录。同時，有報道稱反對派還由于纷争而剥夺同为反对派成员的人的生命的事情亦有发生。
據中國大陸媒體報道，叙利亚反对派曾试图对非交战国中華人民共和國使馆发动炸弹袭击未遂。

## 外部連結
- Syria at Human Rights Watch （页面存档备份，存于）
- 2010 Human Rights Report: Syria （页面存档备份，存于）
- Syria rights activist jailed for five years
- Uprising against the Assad Regime in Syria: Is This a Second Libya? （页面存档备份，存于）